# دوازدهمین جشنواره فیلم یوکوهاما
دوازدهمین جشنواره فیلم یوکوهاما (به ژاپنی: 第۱۲回ヨコハマ映画祭) دوازدهمین دورهٔ جشنواره فیلم یوکوهاما است که در تاریخ ۱۰ فوریه ۱۹۹۱ میلادی در شهر یوکوهاما، استان کاناگاوا کشور ژاپن برگزار شد.

## جوایز
- بهترین فیلم: Sakura no sono[۲]
- بهترین بازیگر نقش اول مرد: ماساتو فوروویا – Uchū no hosoku
- بهترین بازیگر نقش اول زن: یوکی سایتو – Hong Kong Paradise
- بهترین بازیگر جدید زن:
  - ساکی تاکائوکا – Bataashi kingyo
  - Hiroko Nakajima – Sakura no sono
  - ریهو ماکیسه – Tugumi, Tōkyō jōkū irasshaimase
- بهترین بازیگر نقش مکمل مرد: کیزو کانیه – Ware ni utsu yoi ari
- بهترین بازیگر نقش مکمل زن: توموکو ناکاجیما – Tugumi
- بهترین کارگردان: شون ناکاهارا – Sakura no sono
- بهترین کارگردان جدید: جوجی ماتسوکا – Bataashi kingyo
- بهترین فیلمنامه: Hiroaki Jinno – Sakura no sono
- بهترین فیلمبرداری: Norimichi Kasamatsu – Bataashi kingyo, Tekken
- Best Music Score: شیگرو اومبایاشی – Tekken
- جایزهٔ ویژه:
  - یوشیو هارادا (Career)
  - کوجی واکاماتسو (Career)